# Fellaster
Fellaster is een geslacht van zee-egels uit de familie Clypeasteridae.

## Soorten
- Fellaster zelandiae (Gray, 1855)